# Reserva natural del manglar de Shankou

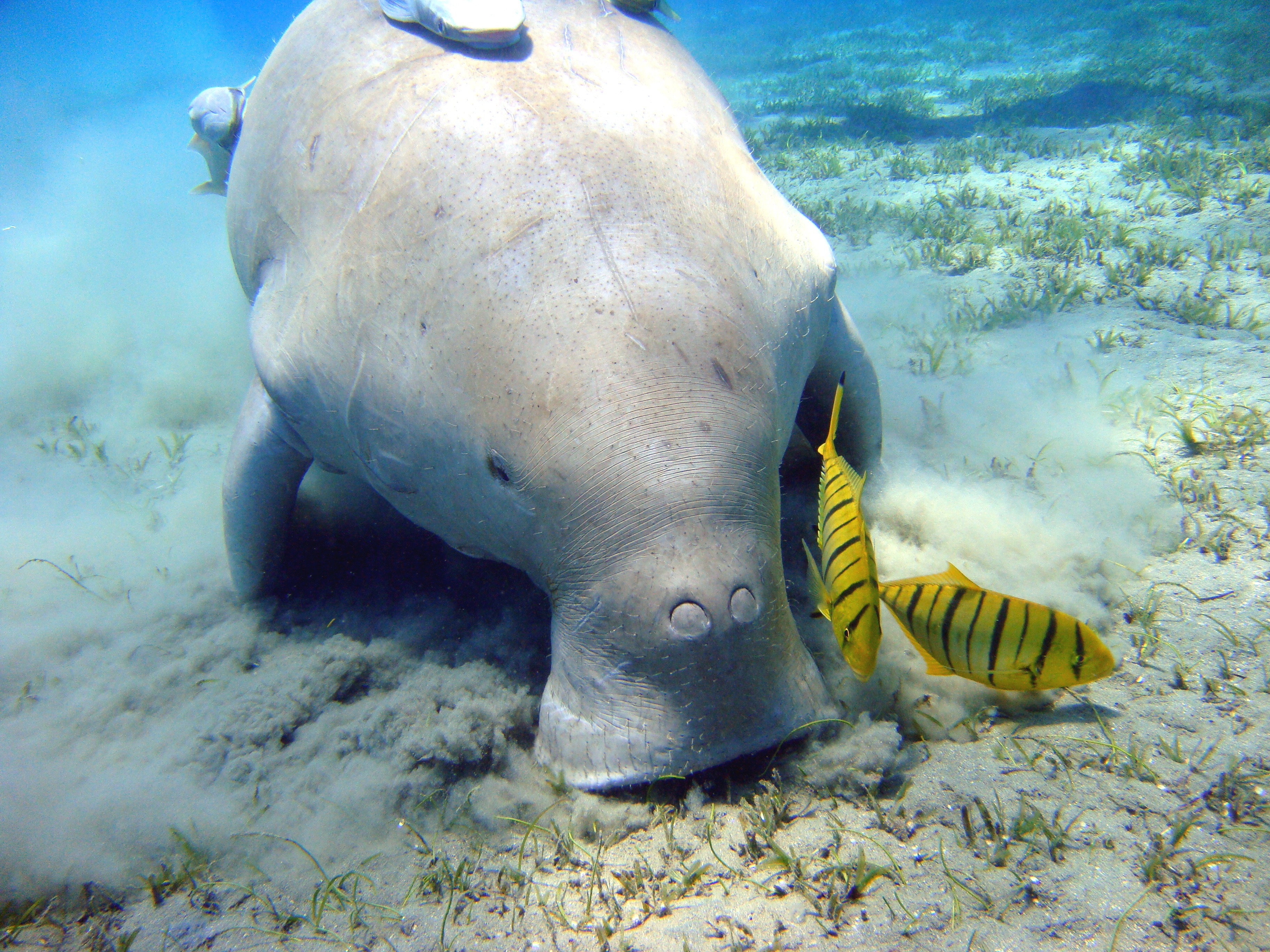
Dugón

La Reserva natural (nacional) del manglar de Shankou consiste en dos áreas a ambos lados de la península de Shatian, en el golfo de Tonkin, al sudeste del condado de Hepu, entre las provincias de Guangxi y Guandong, en China. Tiene una longitud costera de 50 km entre ambos lados de la península y unos 80 km² de superficie, de los que 40 km² forman el sitio Ramsar de la Reserva natural del manglar de Shankou. Está formada por marismas en un clima subtropical cálido y húmedo, lo que la convierte en el lugar perfecto para el desarrollo del manglar.
La reserva se crea como Reserva natural marina nacional de manglares en 1990. En el año 2000 se convierte en Reserva de la biosfera del manglar de Shankou de la Unesco, y en 2002, una parte de 4000 ha se convierte en sitio Ramsar.

## Reserva de la biosfera
La Reserva de la Biosfera de Manglares de Shankou está dividida entre las marismas y una parte marina al este y el oeste de la península de Shatian, ente el distrito del puerto de Yingluo, al este y el mar de Dandou, al oeste, en el golfo de Beibu (Tonkin). La reserva es un humedal marino ubicado en la zona de transición costera. Las aguas del golfo entran tierra adentro en un lugar rodeado de montañas. La elevación máxima de la reserva es Hongkan Ridge, con una elevación de 30,1 m. Las terrazas ondulantes de la llanura costera suelen estar entre 10 y 20 m sobre el nivel del mar. Hay tres pequeños arroyos estacionales y una serie de pequeños embalses en la reserva, un arroyo de marea desarrollado dentro de las áreas de manglares con lodo profundo y espeso, y un cinturón de reproducción artificial de mariscos en el terraplén.

## Flora
Hay 9 especies de manglares en la reserva, entre ellos Rhizophora stylosa, Kandelia candel, Aegiceras corniculatum, Avicennia marina, Bruguiera gymnorrhiza y Excoecaria agallochain, 5 especies de semimanglares y 21 especies de plantas asociadas a los manglares, todas ellas de gran valor. Además de los manglares, abundan las criaturas marinas como las algas, la Spartina anglica y la ostra perla. El sitio también alberga una serie de especies vulnerables y en peligro de extinción, incluido el dugón, que se encuentra bajo protección estatal.
La reserva natural de manglares mejor conservada es la zona de Yingluogang Branch, que cubre un área de más de 260 hectáreas. Los manglares en Yingluogang crecen altos y rectos con raíces torcidas y ramas retorcidas, y es un área clave de la Reserva. Con el establecimiento de la Reserva Natural Nacional de Manglares de Shankou, Guangxi estableció el Centro de Investigación de Manglares, que lleva a cabo actividades de investigación periódicas.
Hay además 2 especies exóticas, 2 especies de algas marinas, 221 especies de grandes animales bentónicos y peces, 164 especies de aves y 273 especies de insectos.

## Población
La mayoría de la población local es originaria de la zona de la costa de Fujian (este de China) y son descendientes de la etnia han. Las personas que viven en la Reserva de la Biosfera se dedican principalmente a la agricultura, la pesca, la industria acuícola, la industria terciaria y la exportación de mano de obra. La reserva mantiene el estilo de vida tradicional de utilizar los manglares y su biodiversidad entre los residentes locales, como las operaciones tradicionales de extracción de comestibles y mariscos, etc. Las oportunidades de desarrollo incluyen la maricultura sostenible (maricultura de marismas y en alta mar, incluido el cultivo de perlas), mayor desarrollo del ecoturismo, protección de la costa, cría de patos, apicultura, procesamiento de frutos comestibles de la especie de manglar Avicennia marina, etc. Visitas frecuentes de locales y nacionales Los funcionarios brindan posibilidades para la demostración y mejora de las estrategias de protección y uso de recursos en el entorno costero marino de China. La Reserva de la biosfera de Manglares de Shankou también ofrece un potencial considerable para actividades de colaboración con otras reservas de biosfera de manglares de la región, como la Reserva de la biosfera de Ranong en Tailandia y la Reserva de la biosfera de Manglares de Can Gio, en Vietnam.

## Sitio Ramsar
En 2002, se declara sitio Ramsar una parte de la reserva que abarca 4000 ha (40 km²) con el número 1153 (21°33′N 109°41′E). Abarca dos áreas relacionadas con ambos lados de la península de Shatian, en el golfo de Tonkín, en la frontera entre las provincias de Guangzi y Guangdong, en el suroeste de China, donde las marismas saladas y los bosques de manglares forman una barrera protectora para las tierras de cultivo y las aldeas costeras. Están representadas unas 14 especies de manglares, principalmente Rhizophora stylosa y Avicennia marina, y brindan apoyo a la especie en peligro de extinción Platalea minor. También es un importante sitio de escala para un gran número de aves migratorias. El cultivo de camarones y la caza inadecuada crean presiones, y el ecoturismo está creciendo en el sitio, pero los esfuerzos de reforestación desde 2002 han restaurado 200 hectáreas de manglares.